# 順向坡

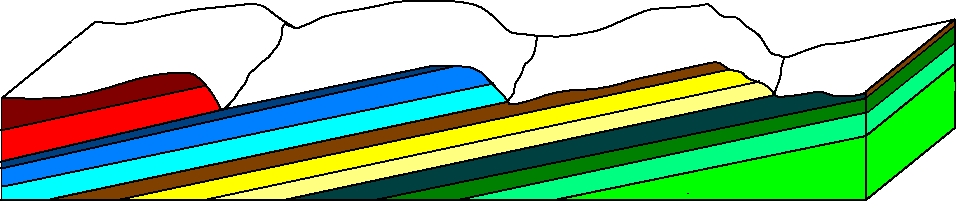
某一單面山的橫截面示意圖，順向坡面向左，較深的顏色區為堅硬的岩石層壓向較軟的傾角斜坡

順向坡（英語：Dip slope），又稱傾斜坡、傾向坡，是一種地質環境，表示一個波面的沉積堆疊方向，較逆向坡容易發生山崩，常見於遭侵蚀作用的地层（例如:斷崖）。

## 在建築或土木工程
有時候，基於成本的考量，很難完全避開順向坡。當挖斷順向坡之坡腳時，應以人造邊坡（Artificial Slope）或擋土牆或岩錨方式，進行結構補強。且當有安全性顧慮時，不宜使用生態工法。
但是，擋土牆或岩錨等邊坡防護，應定時檢修維護，不然當其支撐力不足以承載上方地層滑落之應力時，將產生「順向坡滑動」的現象。

### 相關法規
台灣
順向坡傾角大於二十度，且有自由端，基地面在最低潛在滑動面外側地區。不得開發建築。但穿過性之道路、通路或公共設施管溝，經適當邊坡穩定之處理者，不在此限。

## 相關事件
台灣
- 1997年8月，林肯大郡
- 2009年8月，小林村[2]（大規模順向坡之地滑崩塌是為致災之主因。）
- 2010年4月，2010年福爾摩沙高速公路山崩事件

香港
- 1994年7月，觀龍樓山泥傾瀉事件

## 外部連結
- 什麼是順向坡 （页面存档备份，存于）
- 何謂順向坡破壞 （页面存档备份，存于）